# Rosa Castellanos
Rosa María Castellanos y Castellanos (Bayamo, 1834—Camagüey, 25 de setembre de 1907), coneguda com «Rosa la Bayamesa» va ser una esclava alliberada cubana que va tenir una participació notable durant les guerres d'independència cubanes, actuant principalment com a infermera i fundadora de diversos hospitals.

## Biografia
Castellanos va ser originalment una esclava, filla d'esclaus procedents de l'Àfrica. Quan va ser alliberada, ella i el seu espòs, José Florentino Varona, es van unir la causa de la Guerra dels Deu Anys el 1868. Hom la inclou com a precursora de la pràctica de la infermeria a Cuba, bona coneixedora de les qualitats de les plantes medicinals, durant el conflicte va assistir malalts i ferits. També va confeccionar roba i va actuar com a missatgera.
El 1871 es va traslladar a Camagüey, on va fundar diversos hospitals de sang vora la serra de Najasa. El major general Máximo Gómez la va nomenar capitana de sanitat i va encomanar-li la missió de crear un hospital que va rebre el nom de «Santa Rosa», en el seu honor. Quan va esclatar la Guerra d'Independència de Cuba (1895), tenia ja 60 anys, però va continuar col·laborant amb els rebels i Gómez la tornà a posar al capdavant de l'hospital que havia fundat. Hom afirma que quan no hi havia ferits, ella mateixa participava en les accions bèl·liques.
Després de la guerra, va continuar treballant com a llevadora. Va morir a Camagüey el 25 de setembre de 1907 i el seu càdaver va ser vetllat públicament a la seu de l'Ajuntament de la ciutat.

## Homenatges
L'any 2002 es va erigir una estàtua d'ella a la sortida de Bayamo, la seva ciutat natal, obra d'Alberto Lescay.